# サカルトヴェロス・スペルタシ
サカルトヴェロス・スペルタシ（グルジア語: საქართველოს საფეხბურთო სუპერთასი, sak’art’velos sap’ekhburt’o supert’asi, 英語: Georgian Super Cup）は、ジョージアのサッカー大会の一つである。前年度、同国最上位リーグであるウマグレシ・リーガの優勝クラブと、カップ戦のサカルトヴェロス・タシの優勝クラブが一発勝負で争う。1996年に創設された。
リーグ戦とカップ戦の双方を制した場合、サカルトヴェロス・タシの準優勝クラブが参加することになっている。1996年、1997年、2013年にディナモ・トビリシが果たしている。

## 対戦結果
| 年度実施日            | 勝者                                                              | スコア                 | 敗者                                                          | 会場                                          |          |
| --------------------- | ----------------------------------------------------------------- | ---------------------- | ------------------------------------------------------------- | --------------------------------------------- | -------- |
| 1996 1996/07/27       | ディナモ・トビリシ (1) 1995-96シーズン リーグ戦およびカップ戦優勝 | 4 – 0                  | ディナモ・バトゥミ 1995-96 シーズン カップ戦 準優勝           | ツェントラルリ・スタディオニ （バトゥミ）     |          |
| 1997 1997/08/03       | ディナモ・トビリシ (2) 1996-97シーズン リーグ戦およびカップ戦優勝 | 4 − 1                  | ディナモ・バトゥミ 1996-97 シーズン カップ戦 準優勝           | ギヴィ・キラゼ・スタディオニ （クタイシ）     |          |
| 1998 1998/08/01       | ディナモ・バトゥミ (1) 1997-98シーズン カップ戦 優勝              | 2 − 1                  | ディナモ・トビリシ 1997-98シーズン リーグ戦 優勝              | ツェントラルリ・スタディオニ （バトゥミ）     |          |
| 1999 28.02.2000/02/28 | ディナモ・トビリシ (3) 1998-99シーズン リーグ戦 優勝              | 1 − 0                  | トルペド・クタイシ 1998-99シーズン カップ戦 優勝              | ボリス・パイチャーゼ・スタジアム （トビリシ） |          |
| 2000–2004             | 実施せず                                                          | 実施せず               | 実施せず                                                      | 実施せず                                      | 実施せず |
| 2005 2005/09/13       | ディナモ・トビリシ (4) 2004-05シーズン リーグ戦 優勝              | 1 – 0                  | ロコモティヴィ・トビリシ 2004-05シーズン カップ戦 優勝        | ツェントラルリ・スタディオニ （バトゥミ）     |          |
| 2006 2006/11/30       | アメリ・トビリシ (1) 2005-06シーズン カップ戦 優勝                | 1 – 0                  | シオニ・ボルニシ 2005-06シーズン リーグ戦 優勝                | ミヘイル・メスヒ・スタジアム （トビリシ）     |          |
| 2007 2007/12/08       | アメリ・トビリシ (2) 2006-07シーズン カップ戦 優勝                | 4 – 1                  | オリンピ・ルスタヴィ 2006-07シーズン リーグ戦 優勝            | テンジズ・ブルジャナゼ・スタディオニ （ゴリ） |          |
| 2008 2008/12/02       | ディナモ・トビリシ (5) 2007-08シーズン リーグ戦 優勝              | 1 – 0                  | ゼスタポニ 2007-08シーズン カップ戦 優勝                      | ミヘイル・メスヒ・スタジアム （トビリシ）     |          |
| 2009 2009/12/16       | WIT Georgia (1) 2008-09シーズン リーグ戦 優勝                     | 2 – 1 a.e.t.           | ディナモ・トビリシ 2008-09シーズン カップ戦 優勝              | ポラディ・スタディオニ （ルスタヴィ）         |          |
| 2010 2010/12/21       | メタルルギ・ルスタヴィ (1) 2009-10シーズン リーグ戦 優勝          | 2 – 0                  | WIT Georgia 2009-10シーズン カップ戦 優勝                     | ボリス・パイチャーゼ・スタジアム （トビリシ） |          |
| 2011 2011/05/29       | ゼスタポニ (1) 2010-11シーズン リーグ戦 優勝                      | 3 − 1                  | ガグラ 2010-11シーズン カップ戦 優勝                          | ミヘイル・メスヒ・スタジアム （トビリシ）     |          |
| 2012 2013/02/22       | ゼスタポニ (2) 2011-12シーズン リーグ戦 優勝                      | 0 – 0 a.e.t., 4–2 PK戦 | ディラ・ゴリ 2011-12シーズン カップ戦 優勝                    | ミヘイル・メスヒ・スタジアム （トビリシ）     |          |
| 2013 2013/12/22       | チフラ・サチュヘレ (1) 2012-13シーズン カップ戦準優勝             | 1 − 0                  | ディナモ・トビリシ 2012-13シーズン リーグ戦およびカップ戦優勝 | ミヘイル・メスヒ・スタジアム （トビリシ）     |          |
| 2014 2014/12/11       | ディナモ・トビリシ (6) 2013-14シーズン リーグ戦およびカップ戦優勝 | 1 − 0                  | FCチフラ・サチヘレ 2013-14シーズン カップ戦準優勝             | ボリス・パイチャーゼ・スタジアム （トビリシ） |          |
| 2015 2015/08/25       | ディナモ・トビリシ (7) 2014-15シーズン カップ戦 優勝              | 1 − 0                  | ディラ・ゴリ 2014-15シーズン リーグ戦 優勝                    | ミヘイル・メスヒ・スタジアム （トビリシ）     |          |
| 2016                  | 実施せず                                                          | 実施せず               | 実施せず                                                      | 実施せず                                      | 実施せず |
| 2017 2017/02/26       | サムトレディア (1) 2016シーズン リーグ戦 優勝                     | 2 − 1                  | トルペド・クタイシ 2016シーズン カップ戦 優勝                 | Murtaz Khurtsilava Stadium, (マルトヴィリ)    |          |
| 2018 2018/02/24       | トルペド・クタイシ (1) 2017シーズン リーグ戦 優勝                 | 2 − 1                  | チフラ・サチヘレ 2017シーズン カップ戦 優勝                   | David Petriashvili Stadium, （トビリシ）      |          |
| 2019 2019/02/24       | トルペド・クタイシ (2) 2018シーズン カップ戦 優勝                 | 1 − 0                  | チフラ・サチヘレ 2018シーズン リーグ戦 優勝                   | テンジズ・ブルジャナゼ・スタディオニ （ゴリ） |          |
| 2020 2020/02/23       | サブルタロ (1) 2019シーズン カップ戦 優勝                         | 1 − 0                  | ディナモ・トビリシ 2019シーズン リーグ戦 優勝                 | ミヘイル・メスヒ・スタジアム （トビリシ）     |          |
| 2021 2021/02/21       | ディナモ・トビリシ (8) 2020シーズン リーグ戦 優勝                 | 2 − 2 a.e.t., 5–4 PK戦 | ガグラ 2020シーズン カップ戦 優勝                             | ミヘイル・メスヒ・スタジアム （トビリシ）     |          |
| 2022                  |                                                                   |                        |                                                               |                                               |          |

## クラブ別優勝回数
| クラブ                   | 優勝 | 準優勝 | 優勝年度                                       | 準優勝年度             |
| ------------------------ | ---- | ------ | ---------------------------------------------- | ---------------------- |
| ディナモ・トビリシ       | 8    | 4      | 1996, 1997, 1999, 2005, 2008, 2014, 2015, 2021 | 1998, 2009, 2013, 2020 |
| トルペド・クタイシ       | 2    | 2      | 2018, 2019                                     | 1999, 2017             |
| ゼスタポニ               | 2    | 1      | 2011, 2012                                     | 2008                   |
| アメリ・トビリシ         | 2    | 0      | 2006, 2007                                     |                        |
| ディナモ・バトゥミ       | 1    | 2      | 1998                                           | 1996, 1997             |
| チフラ・サチュヘレ       | 1    | 2      | 2013                                           | 2014, 2018             |
| WIT Georgia              | 1    | 1      | 2009                                           | 2010                   |
| メタルルギ・ルスタヴィ   | 1    | 1      | 2010                                           | 2007                   |
| サブルタロ               | 1    | 1      | 2020                                           | 2019                   |
| サムトレディア           | 1    | 0      | 2017                                           |                        |
| ディラ・ゴリ             | 0    | 2      |                                                | 2012, 2015             |
| ガグラ                   | 0    | 2      |                                                | 2011, 2021             |
| ロコモティヴィ・トビリシ | 0    | 1      |                                                | 2005                   |
| シオニ・ボルニシ         | 0    | 1      |                                                | 2006                   |